# Ofir Shaham
Pour les articles homonymes, voir Shaham.
Ofir Shaham est une gymnaste rythmique israélienne née le 23 novembre 2004 à Zikhron Yaakov. Elle a remporté la médaille d'argent de l'épreuve par équipes de gymnastique rythmique aux Jeux olympiques d'été de 2024, organisés à Paris.